# Jacques Dubois (professeur)
Pour les articles homonymes, voir Dubois et Jacques Dubois.
 (septembre 2008).
Si vous disposez d'ouvrages ou d'articles de référence ou si vous connaissez des sites web de qualité traitant du thème abordé ici, merci de compléter l'article en donnant les références utiles à sa vérifiabilité et en les liant à la section « Notes et références ».
Jacques Dubois, né le 20 mars 1933, est un universitaire belge. Docteur en philosophie et lettres de l’Université de Liège, il est aujourd’hui professeur émérite de cette même université, où il a enseigné les auteurs français des XIXe et XXe siècles ainsi que la sociologie de la littérature. Il fut professeur invité dans différentes universités, spécialement aux États-Unis, au Québec et en France.
Il a fait partie du Groupe µ, cet auteur collectif d’une Rhétorique générale mondialement reconnue. Il s’est ensuite orienté vers la sociologie de la littérature et de la culture, se reconnaissant dans les travaux de Pierre Bourdieu. Ses études sur les « romanciers français du réel » font autorité. Il s’est tourné également vers le roman policier et est devenu un spécialiste largement reconnu de l’œuvre de Simenon. Depuis son Pour Albertine consacré à une héroïne de Marcel Proust, il s’est tourné vers la « critique-fiction ».
Au long de sa carrière, il s’est aussi engagé dans diverses actions extra-universitaires. Après avoir donné des chroniques littéraires dans le Bookclub de Mediapart, il écrit désormais dans le journal culturel en ligne Diacritik. Il y a notamment publié une série de 60 "billets proustiens", commentaire extensif de passages de la Recherche du temps perdu.

## Parcours

### De la rhétorique à la sociologie de la culture
Jacques Dubois et ses amis du Groupe µ, groupe interdisciplinaire liégeois, ont suivi la vague structuraliste et publié une Rhétorique générale, qui fit grand bruit et fut traduite en de nombreuses langues. Il va cependant reprendre son autonomie pour en revenir à la seule littérature et l’aborder sous un angle sociologique correspondant plus à ses convictions. Sur cette littérature, il a pratiqué et pratique encore une triple analyse : une approche institutionnelle de l’espace littéraire, une prise en compte des productions grand public, un commentaire interne de la socialité des textes.

### Des romanciers du réel à la critique fiction
Jacques Dubois s’est spécialement attaché à commenter et interpréter la tradition réaliste du roman français qui commence avec Balzac et Stendhal et se reconnaît même dans le récit policier. Ce qui va le conduire à accorder un intérêt particulier à deux romanciers en contraste : Proust et Simenon. De Simenon, il édita avec Benoît Denis trois volumes de romans dans la bibliothèque de la Pléiade, après avoir fondé et animé un Centre d’études Simenon à l’université de Liège. S’agissant de À la Recherche du temps perdu, son Pour Albertine a connu un réel succès : il y pratique une forme de critique-fiction que l’on retrouve dans son plus récent Figures du désir. Pour une critique amoureuse.

### Engagements divers
Dans les années 1950, il fonde la revue La Penne de tendance gauchiste, où signe notamment André Frankin (sous le nom de Robert Rivier).
Aimant à travailler en équipe, Jacques Dubois présida avec plaisir pendant des années la Commission de sélection de films, puis la Commission des lettres de la Communauté française de Belgique. Parallèlement, il a lancé avec d‘autres la collection Espace Nord aux éditions Labor, collection qui reprend les classiques de la littérature belge.
Avec Jean-Marie Klinkenberg, autre membre du Groupe µ, il anima, à l’université de Liège, le Centre d'études québécoises fondé par Maurice Piron et noua de nombreuses relations avec un Québec aspirant alors à l’autonomie. Il allait se retrouver plus nettement sur le terrain politique avec d’autres intellectuels wallons pour lancer en 1983 le « Manifeste pour la culture wallonne », qui réclamait une autonomie de nature culturelle pour la Wallonie.
Il fut de 1990 à 1993, le directeur politique du quotidien socialiste liégeois La Wallonie, aujourd’hui disparu.

## Publications
- 1963 : Romanciers français de l'instantané au XIXe siècle, Bruxelles, Académie royale de langue et littérature françaises
- 1970 : Rhétorique générale (avec le Groupe μ), Paris, Larousse, coll. « Langue et Langage » ; rééd. Paris, Seuil, coll. « Points », 1982
- 1973 : L'Assommoir de Zola, Paris, Larousse, coll. « Thèmes et Textes » ; rééd. Paris, Belin, coll. « Lettres sup. », 1993
- 1977 : Rhétorique de la poésie (avec le Groupe μ), Bruxelles, Complexe ; rééd. Paris, Seuil, coll. « Points », 1990
- 1978 : L'Institution de la littérature, Bruxelles, Labor, coll. « Dossiers média » ; rééd. Bruxelles, Espace Nord/Références, 2005
- 1991 : Le Roman policier ou la Modernité, Paris, Nathan, coll. « Le Texte à l’œuvre » ; rééd. Paris, Armand Colin, coll. « Le Texte à l’œuvre », 2005
- 1996 : Le Roman célibataire (avec J.-P. Bertrand, M. Biron et J. Paque), Paris, Corti
- 1997 : Pour Albertine : Proust et le Sens du social, Paris, Seuil, coll. « Liber » ; rééd. 2011
- 2000 : Les Romanciers du réel, Paris, Seuil, coll. « Points-lettres »
- 2003-2009 : Simenon, Romans (éd., avec Benoît Denis), Paris, Gallimard, coll. « Bibliothèque de la Pléiade »
- 2005 : Le Symbolique et le Social : La Réception internationale de la pensée de Pierre Bourdieu (avec Pascal Durand et Yves Winkin), actes du Colloque de Cerisy-la-Salle, éditions de l'université de Liège, « Sociopolis »
- 2007 : Stendhal : Une sociologie romanesque, Paris, La Découverte, coll. « Textes à l’appui / Laboratoire des sciences sociales »
- 2010 : Le Tournant des années 1970 : Liège en effervescence (dir., avec Nancy Delhalle et Jean-Marie Klinkenberg), Bruxelles, Les Impressions nouvelles
- 2011 : Figures du désir : Pour une critique amoureuse, Bruxelles, Les Impressions nouvelles, coll. « Réflexions faites »
- 2015 : Sexe et pouvoir dans la prose française contemporaine, Liège, Presses universitaires de Liège
- 2018 : Le Roman de Gilberte Swann, Paris, Seuil Prix de la Madeleine d'or 2019.
- 2018 : Tout le reste est littérature. Entretiens avec Laurent Demoulin, Bruxelles, Les Impressions nouvelles, (ISBN 978-2-87449-574-8)

## Distinctions
- 2015 : Officier du Mérite wallon
- Récipiendaire de l’ordre des francophones d’Amérique